# Alexander Colyn
Alexander Colyn, talvolta chiamato Colin o Colins (Malines, 1527 – Innsbruck, 1612), è stato uno scultore fiammingo, attivo prevalentemente in Germania e in Austria.

## Biografia

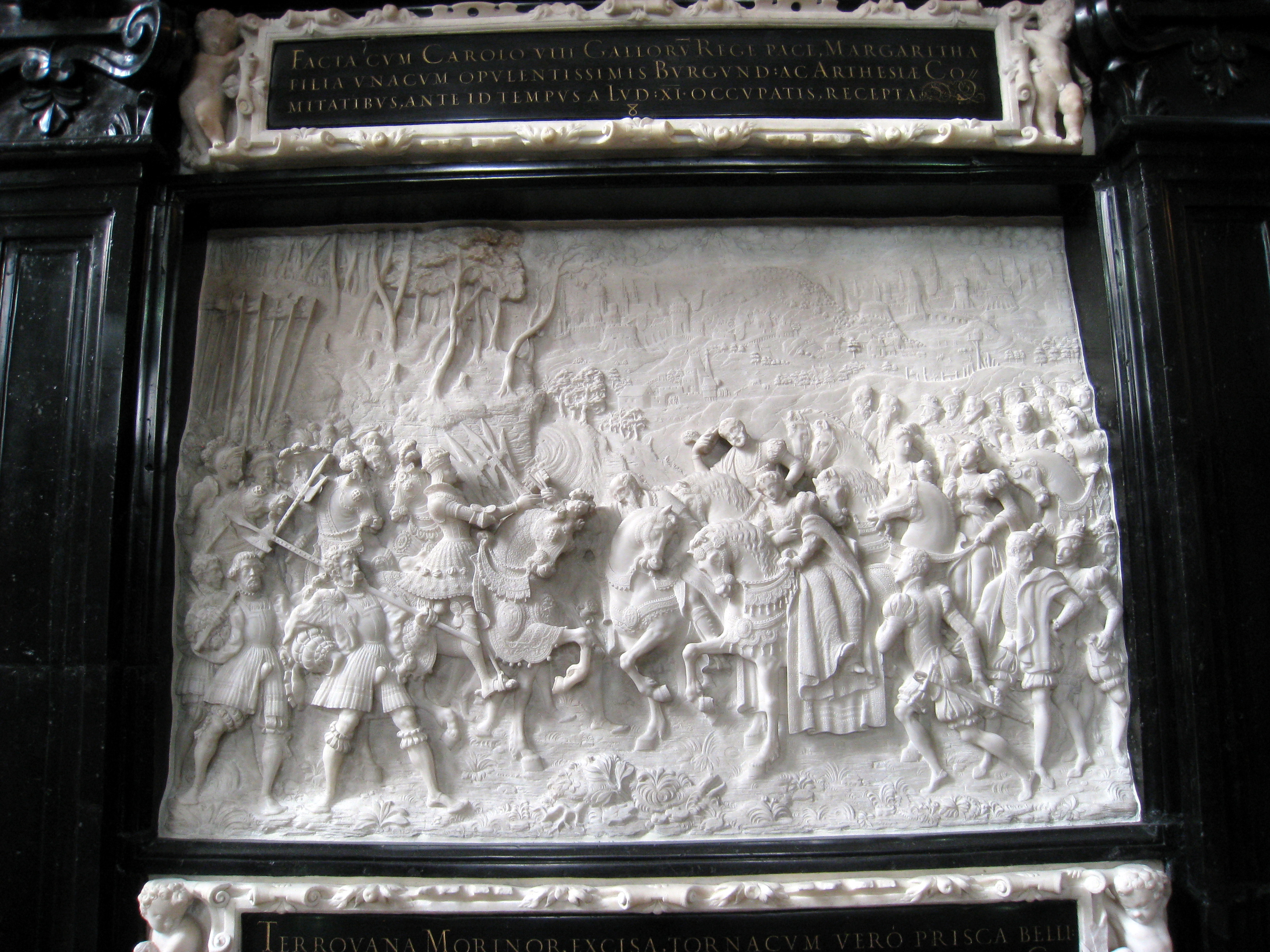
Alexander Colyn, tomba di Massimiliano I, rilievo ispirato ad Albrecht Dürer

Non si posseggono notizie certe sulla sua formazione e le informazioni biografiche partono dal 1558, quando Colyn fu impegnato nel Castello di Heidelberg per conto del principe Otto Heinrich in una serie di sculture e statue. Le statue eseguite lì indicano una connessione con l'arte italiana di Michelangelo e Sansovino.
Negli anni sessanta del Cinquecento ricevette l'invito dell'imperatore Ferdinando I di recarsi a Innsbruck, per lavorare ai monumenti e alla tomba realizzati in omaggio dell'imperatore Massimiliano I all'interno della Hofkirche.
Questo complesso lavoro richiese varie fasi: durante la prima (1565) Colyn eseguì i rilievi raffiguranti le Storie dell'imperatore, mentre in un secondo tempo (1583) lo scultore produsse le statue rappresentati le Quattro virtù e la statua di Massimiliano genuflesso.
In un periodo intermedio fra i due grandi impegni eseguì a Vienna, su disegno di F.Abel, le ninfe e gli stemmi dei Medruzzo, una fontana impreziosita dalla figura di Atteona, tre fontane per il Tiergarten viennese.
Colyn si specializzò nella realizzazione di tombe di esponenti imperiali, come quella della principessa Anna e di Massimiliano II erette nel duomo di Praga intorno agli anni settanta del secolo, caratterizzate dalle pregevoli statue di angeli e di un Cristo risorto.
La tomba di Hans Fugger presso il castello di Kirchheim e quella di Catherine von Loxan furono tra ultimi lavori eseguiti dallo scultore.
Colyn si distinse per la capacità tecnica e per la ricerca di effetti di gusto pittorici.

## Lavori

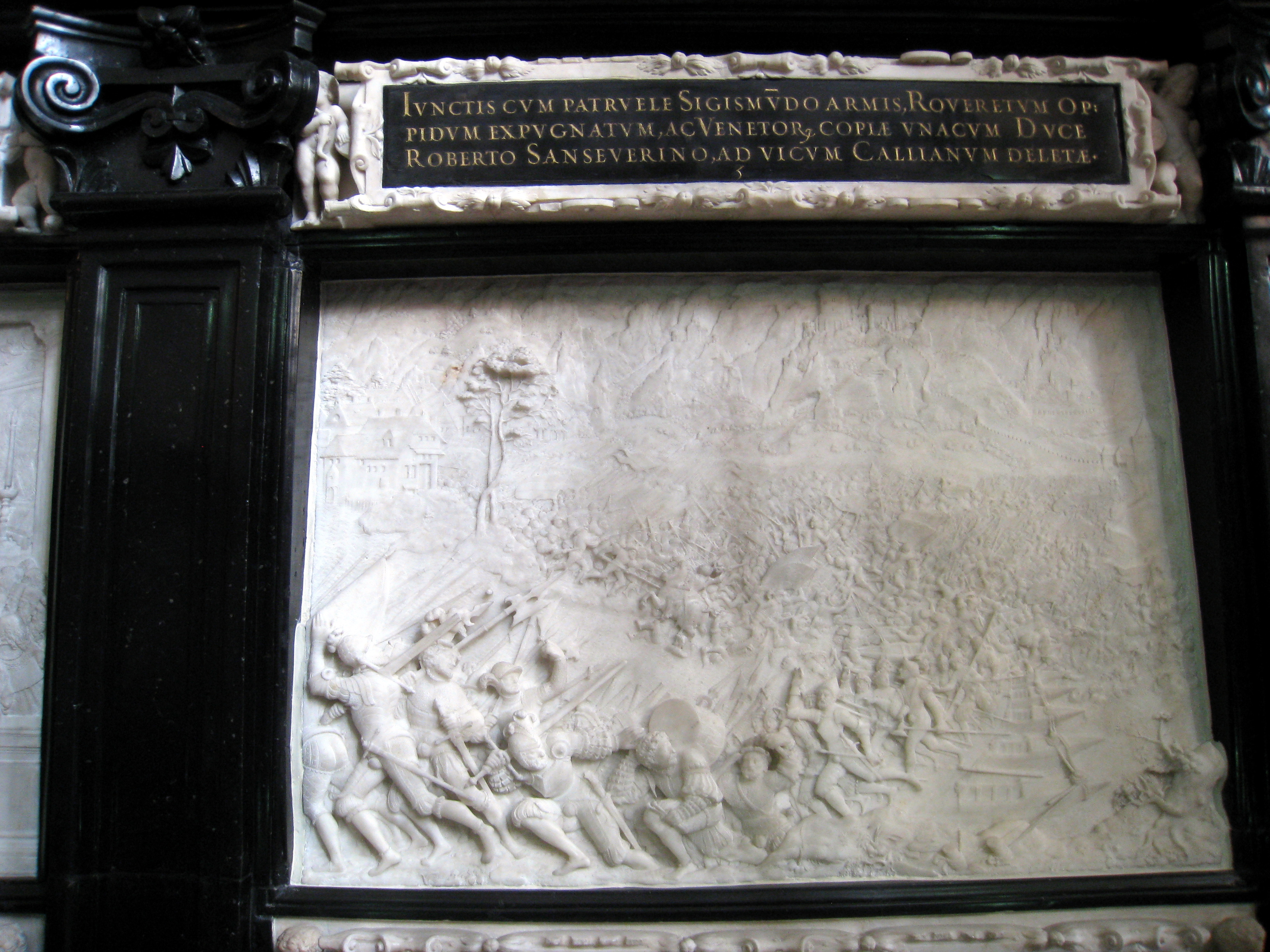
Alexander Colyn, tomba di Massimiliano I, scena della Battaglia di Calliano, rilievo ispirato ad Albrecht Dürer.
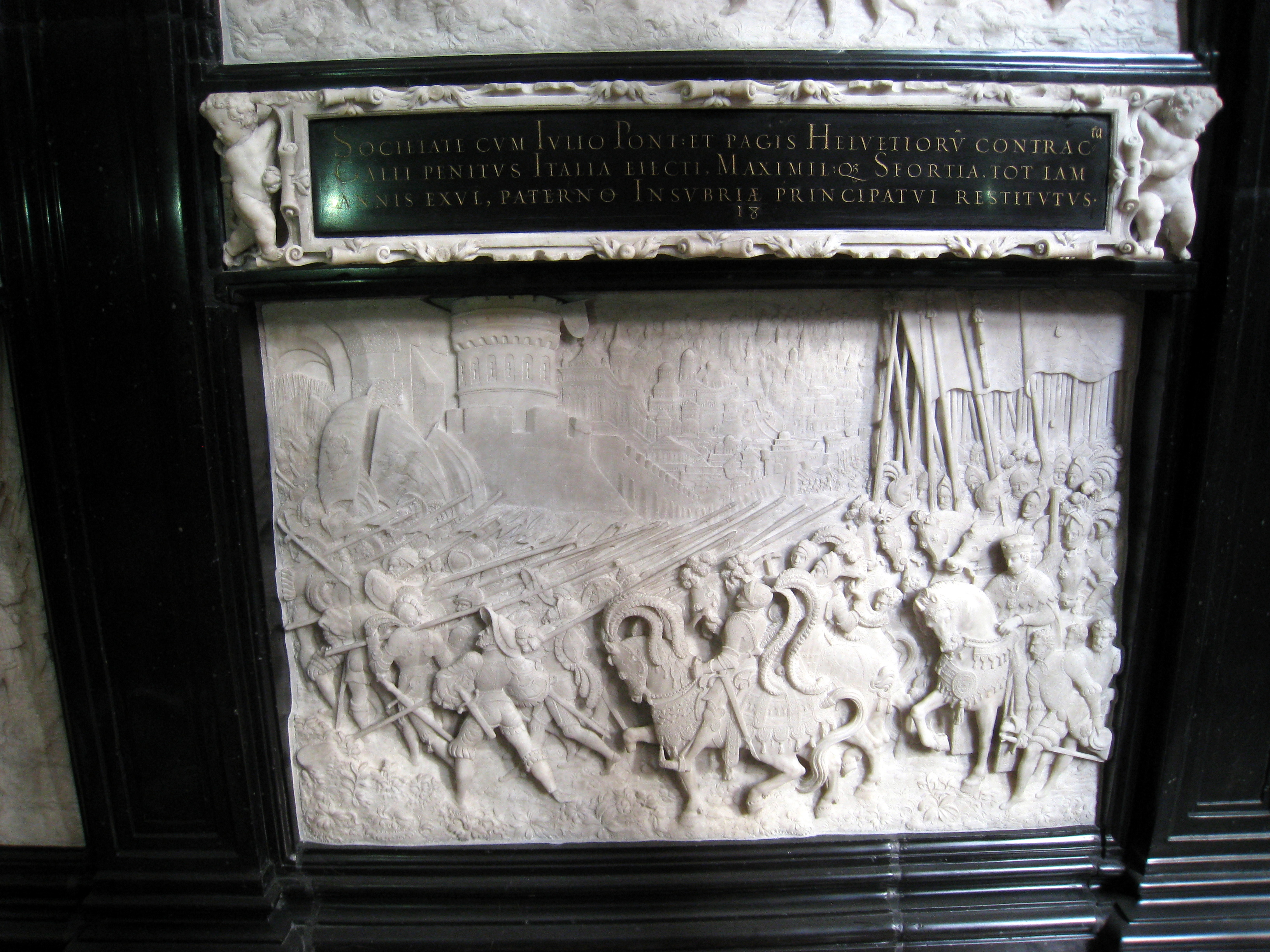
Alexander Colyn, tomba di Massimiliano I, rilievo ispirato ad Albrecht Dürer
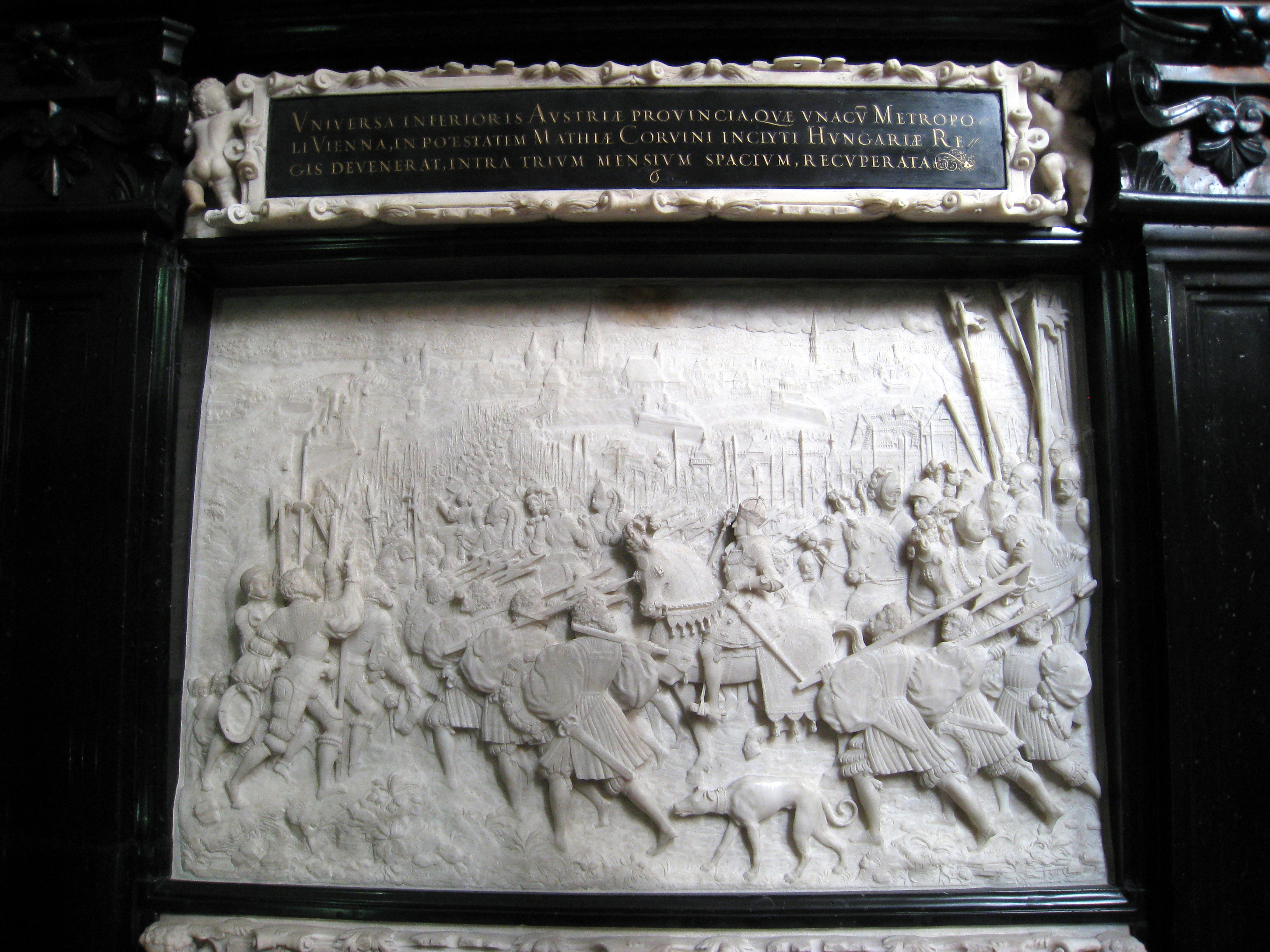
Alexander Colyn, tomba di Massimiliano I, rilievo ispirato ad Albrecht Dürer
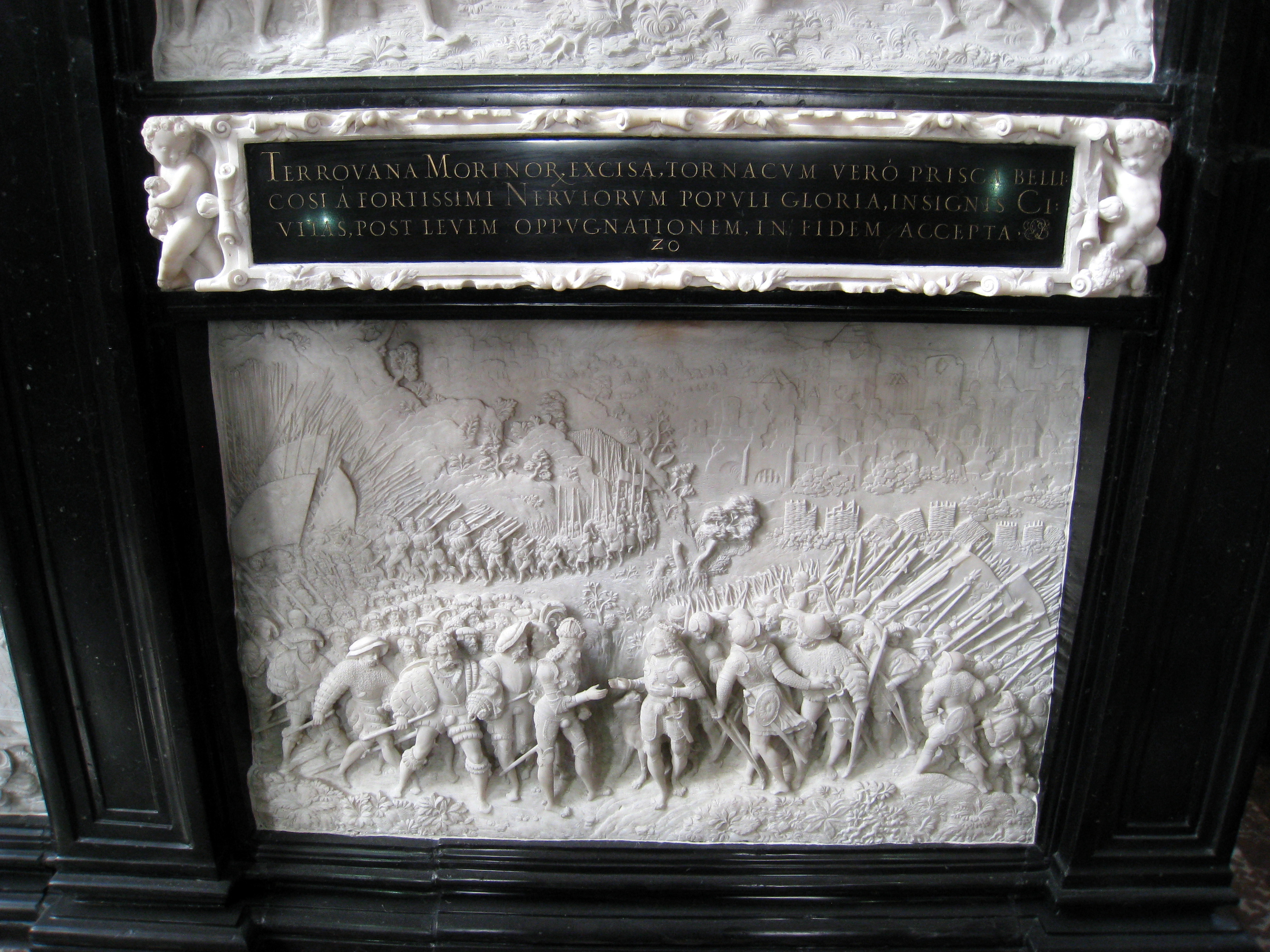
Alexander Colyn, tomba di Massimiliano I, rilievo ispirato ad Albrecht Dürer
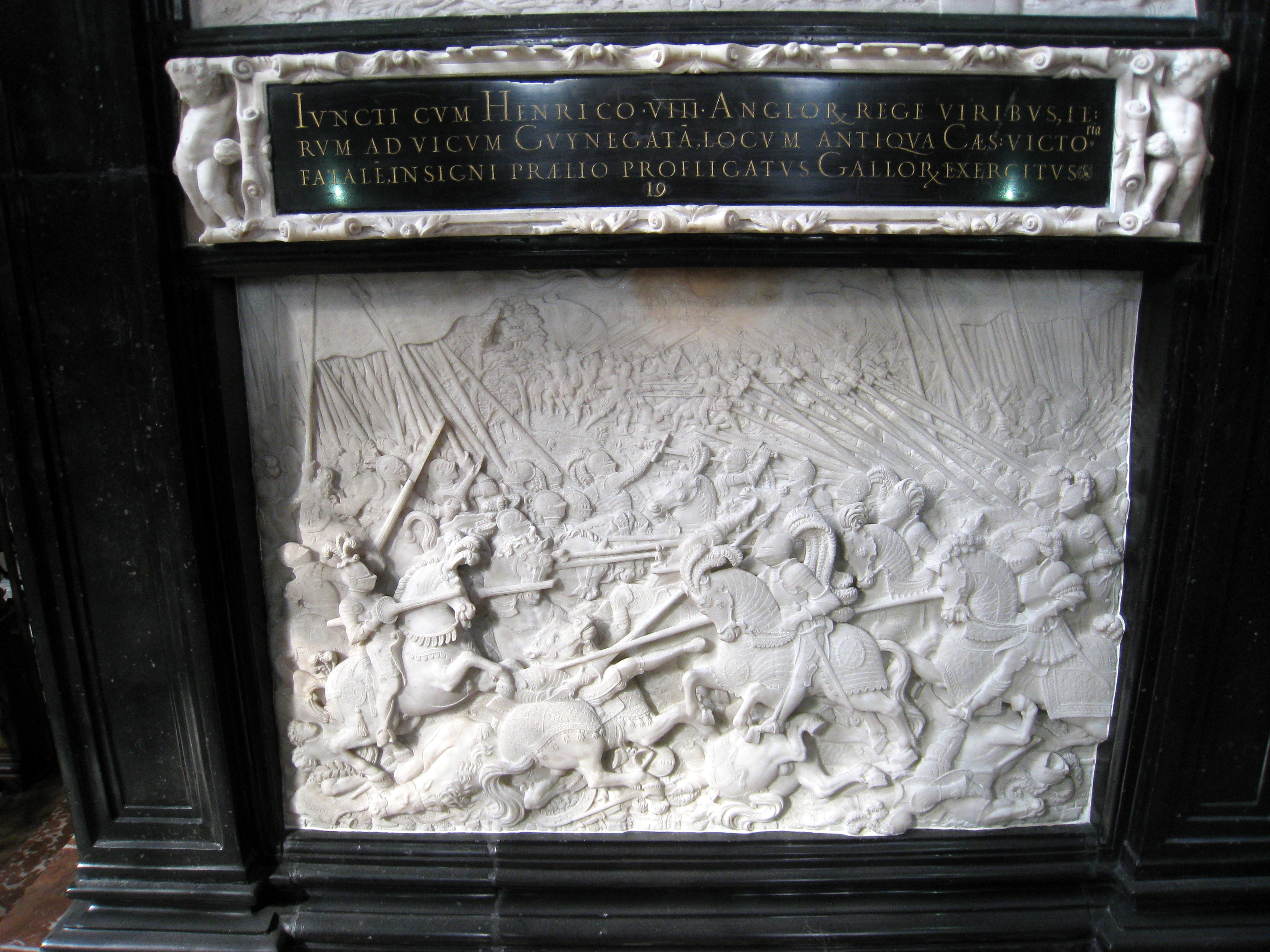
Alexander Colyn, tomba di Massimiliano I, rilievo ispirato ad Albrecht Dürer
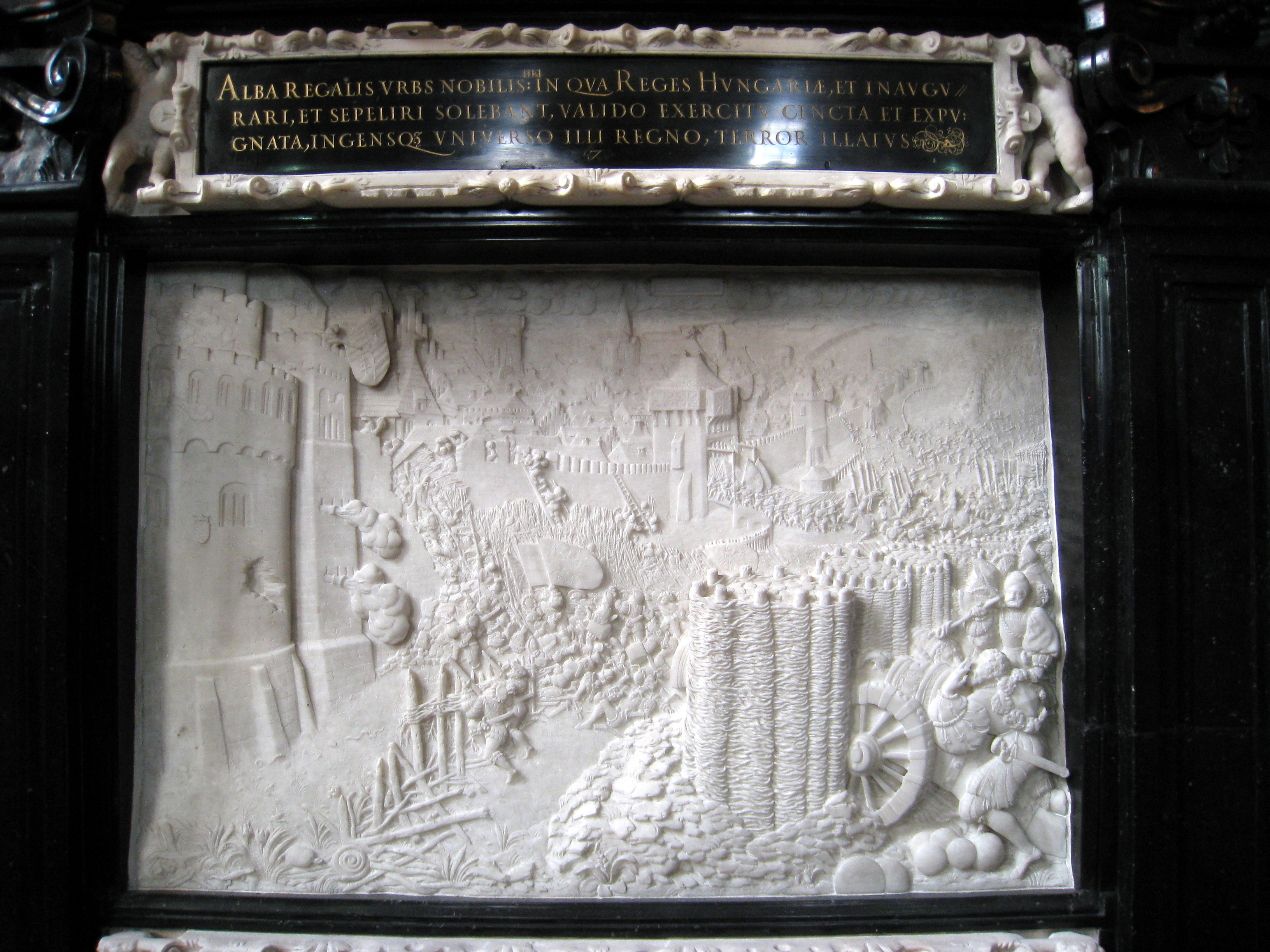
Alexander Colyn, tomba di Massimiliano I, rilievo ispirato ad Albrecht Dürer